# Мурао Саншіро
Саншіро Мурао (яп. 村尾 三四郎; 29 серпня 2000, Нью Йорк, США) — японський дзюдоїст, дворазовий срібний призер Олімпійських ігор 2024 року, дворазовий чемпіон світу.

## Виступи на Олімпіадах
| Олімпіада  | Дисципліна      | Місце |
| ---------- | --------------- | ----- |
| Париж 2024 | до 90 кг        | 2     |
| Париж 2024 | змішана команда | 2     |

## Зовнішні посилання
- Мурао Саншіро на сайті International Judo Federation (англійська)
- Мурао Саншіро на сайті JudoInside.com (англійська)
- Мурао Саншіро на сайті AllJudo.net (французька)